# Winklerites
Winklerites is een geslacht van kevers uit de familie van de loopkevers (Carabidae). De wetenschappelijke naam van het geslacht is voor het eerst geldig gepubliceerd in 1937 door Jeannel.

## Soorten
Het geslacht Winklerites omvat de volgende soorten:
- Winklerites andreae Giachino & Vailati, 2011
- Winklerites casalei Giachino & Vailati, 2011
- Winklerites durmitorensis Nonveiller & pavicevic, 1987
- Winklerites fodori Gueorguiev, 2007
- Winklerites hercegovinensis (Winkler, 1925)
- Winklerites imathiae Giachino & Vailati, 2011
- Winklerites kuciensis Nonveiller & Pavicevic, 1987
- Winklerites lagrecai Casale, Giachino & M. Etonti, 1990
- Winklerites luisae Giachino & Vailati, 2011
- Winklerites olympicus Casale, 1977
- Winklerites paganettii (J. Muller, 1911)
- Winklerites perpusillus (Rottenberg, 1874)
- Winklerites thracicus Giachino & Vailati, 2011
- Winklerites weiratheri (J. Muller, 1935)
- Winklerites zaballosi Giachino & Vailati, 2011